# Henry Doering
Henry Doering, né Hermann Heinrich Döring le 13 septembre 1859 à Bocholt (Westphalie) en Prusse et mort le 17 décembre 1951 à Pune, Maharashtra (Inde), est un prêtre jésuite allemand qui fut missionnaire aux Indes, évêque de Pune (Inde) puis d'Hiroshima (Japon), et ensuite de nouveau à Pune jusqu'en 1949.

## Biographie

### Jeunesse et formation
Ses humanités terminée, Hermann Heinrich Döring fait sa philosophie au séminaire de Münster, en vue d’être ordonné prêtre. Il poursuit ses études par trois années de théologie à l'Université d'Innsbruck, en Autriche. Ordonné prêtre le 21 décembre 1882 à Ratisbonne, en Bavière, il est envoyé comme curé à Waderloh, en Westphalie, un poste qu’il occupe de 1883 à 1890. Il entre ensuite au noviciat de la Compagnie de Jésus (30 septembre 1890) dans les Pays-Bas, les jésuites étant proscrits dans son pays natal.  Il poursuit sa formation spirituelle et intellectuelle aux Pays-Bas et en Angleterre et termine par son Troisième An à Roehampton (1894-1895). 

### Missionnaire et évêque à Poona
Le Père Döring rejoint alors la région de Poona (aujourd’hui Pune) qui est la mission des jésuites allemands aux Indes britanniques : il arrive à Bombay le 7 juillet 1895. Missionnaire dans le district d’Ahmadnagar,  à quelque 300 km à l’est de Bombay, et installé dans le village de Kendal-Valan, il y étudie la langue locale, le marathi, et y acquiert une telle compétence qu’il est en mesure de lancer l’édition marathe du magazine ‘Messager du Sacré-Cœur’ (avril 1903).  Il a charge pastorale de vingt-cinq villages, dans un rayon de 30 km, où se trouvent quelques groupes de catholiques. Il prépare avec grand soin les catéchumènes qui désirent recevoir le baptême et aime leur dire : « L’Église n’est jamais pressée. Elle sait qu’elle durera jusqu’à la fin des temps ».
À la mort de l’évêque de Pune, Mgr Beider-Linden (de), le père Döring est nommé comme successeur (7 septembre), et est consacré évêque peu après (8 décembre 1907, jour de l'Immaculée Conception) à Poona. Comme évêque, il exerce le même zèle et prudence que comme simple missionnaire, avec une attention particulière à ce que les chrétiens aient à leur disposition catéchismes, livres et périodiques en langue marathe.

### Vicaire apostolique d'Hiroshima
En visite à Rome en mai 1914, il est involontairement retenu en Europe lorsqu’éclate la Première Guerre mondiale. Durant le conflit, il est aumônier des prisonniers anglais aux mains des Allemands. Il avait sa résidence à Fauquemont aux Pays-Bas.
La guerre terminée, son statut de citoyen allemand l’empêche de retourner aux Indes, alors colonie britannique. Pour éviter que le diocèse de Poona ne souffre de son absence, il donne sa démission. Il est alors envoyé (en 1921) comme vicaire apostolique à Hiroshima, au Japon, avec le titre d’archevêque titulaire.  Arrivé au Japon en 1922, il se met immédiatement à l’apprentissage de la langue et de la culture japonaise. Le vicariat d’Hiroshima, dont le territoire avait commencé à être évangélisé par les Missions étrangères de Paris, vient d’être érigé et tout est à faire pour y établir les structures ecclésiastiques et développer le travail missionnaire.

### Retour à Poona
Informé de ce qu’il a de nouveau droit de séjour en Inde, Mgr Döring revient à Poona en 1927 (où il n’avait pas été remplacé) et y reprend le fil de ses activités pastorales et missionnaires. Pendant son absence de nouvelles paroisses, écoles et missions avaient été créées.  Avec sa prudence légendaire et selon ses moyens, il fournit à la mission personnel et ressources. 
Durant le second conflit mondial de 1941-1945 en Asie, le vieillard qu’il est n’est pas fait prisonnier et interné comme le sont les autres missionnaires allemands de son diocèse.  Au sortir de la guerre - et l’Inde devenant indépendante peu après - la situation politique a radicalement changé. De plus sa santé est chancelante.  En 1949, Mgr Döring qui a atteint les 90 ans, présente sa démission au pape qui l’accepte (24 août 1949). 
Heinrich Döring vit encore deux ans au scolasticat jésuite De Nobili College de Pune où il meurt le 17 décembre 1951, alors qu’il travaille à une traduction de l’Imitation du Christ en marathi.

## Écrits
- Christkatholischer Gebetskranz, Pune, 1910.
- Bilder aus der deutschen Jesuitenmission, Poona, Aix-la-Chapelle, 1918.
- Von Edelknaben zum Märtyrer, [Bhx. Jean de Brito], Fribourg, 1920.
- Die Mission von Hiroshima in neuerer Zeit, Aix-la-Chapelle, 1924.
- (en marathi) Junya ani Navya Kararacha Shastra Itihas [Histoire de l’ancien et du nouveau testament), Pune, 1938.